# Jacques Simonet
Jacques Simonet (* 21. Dezember 1963 in Watermael-Boitsfort/Watermaal-Bosvoorde, Belgien; † 14. Juni 2007 in Anderlecht) war ein belgischer Politiker (MR).
Simonet studierte Rechtswissenschaft an der Université Libre de Bruxelles. Bereits als Student war er politisch aktiv, zunächst in der Sozialistischen Partei, später in der liberalen Partei Mouvement Réformateur (MR). Von 1999 bis 2000 und im Jahr 2004 war Jacques Simonet zweimal kurzzeitig Ministerpräsident der Region Brüssel-Hauptstadt. Seit 2000 bis zu seinem Tod war Simonet, wie früher bereits sein Vater, Bürgermeister von Anderlecht. 2003 bis 2004 war er außerdem Staatssekretär für europäische Angelegenheiten in der Regierung Verhofstadt II, anschließend wieder Ministerpräsident der Region Brüssel-Hauptstadt. 

## Familie
Jacques Simonet war der Sohn von Henri Simonet, dem Ex-Bürgermeister von Anderlecht und Vizepräsidenten der Europäischen Kommission von 1973 bis 1977. 
Jacques Simonet starb im Alter von 43 Jahren an den Folgen eines Herzinfarkts. Er war seit 1988 verheiratet und Vater eines Sohns und einer Tochter.
Seine Tochter Eléonore Simonet ist seit Januar 2025 föderale Ministerin für Mittelstand, Selbständige und KMU in der Regierung De Wever.